# Le Dernier Train (film, 1966)
Pour les articles homonymes, voir Le Dernier Train.

 Le Dernier Train (titre original : Andremo in città) est un film italien en noir et blanc réalisé par Nelo Risi et sorti en 1966. Le film est inspiré du roman homonyme écrit par Edith Bruck, épouse de Nelo Risi. Edith Bruck, rescapée hongroise d'un camp de concentration, s'est installée en Italie après la Seconde Guerre mondiale et a écrit des autobiographies et des romans fiction, tirés de son expérience.

## Synopsis
En Yougoslavie rurale, Lenka (Geraldine Chaplin) vit avec son frère aveugle, Miscia (Federico Scrobogna). Ils sont devenus orphelins de leur mère grecque orthodoxe et leur père juif, Rasco (Aleksandar Gavric) supposé mort pendant la Seconde Guerre mondiale. Alors que la guerre continue et que le nazisme et le fascisme gangrènent l'Europe, Lenka et son frère deviennent de plus en plus vulnérables à la vague d'antisémitisme. Lenka trouve refuge auprès de Ivan (Nino Castelnuovo), un partisan tombé amoureux d'elle. Rasco que l'on croyait mort, revient et se sacrifie pour sauver la vie d'Ivan, qui se retrouve piégé dans le grenier de la famille. Les SS capturent Lenka et Miscia, qui ne révèlent pas la présence d'Ivan. Dans le wagon où ils sont enfermés avec beaucoup d'autres, Lenka raconte à son jeune frère ce qu'il ne peut voir, dissimulant le but tragique de ce voyage en train.

## Fiche technique
- Titre original : Andremo in città
- Titre anglais : We'll Go to the City
- Titre français : Le Dernier Train
- Réalisation : Nelo Risi
- Scénario : Edith Bruck, Jerzy Stefan Stawinski, Cesare Zavattini, Nelo Risi
- Production : Franco Cancellieri
- Lieu de tournage : Italie, Yougoslavie
- Image : Tonino Delli Colli
- Musique : Ivan Vandor
- Montage :
- Durée : 102 minutes
- Date de sortie : 17 mars 1966 ( Italie)
- Affiche : Jean Mascii (France)

## Distribution
- Geraldine Chaplin : Lenka Vitas
- Nino Castelnuovo : Ivan
- Stefania Careddu : Eva
- Federico Scrobogna : Miscia Vitas
- Aleksandar Gavric : Rasko Vitas
- Giovanni Ivan Scratuglia
- Slavko Simić : Dottore Kolarov